# Tếch Philippin
Tếch Philippin (tên khoa học Tectona philippinensis) là một loài thực vật thuộc họ Lamiaceae, trước đây được xếp vào họ Verbenaceae. Đây là loài đặc hữu của Philippines. Chúng hiện đang bị đe dọa mất môi trường sống.